# لوله پیتو
لوله پیتو (به انگلیسی: Pitot tube) دستگاهی برای اندازه‌گیری جریان سیالات است که سرعت حرکت مایع را اندازه‌گیری می‌کند. این دستگاه در اوایل قرن هجدم توسط آنری پیتو مهندس اهل فرانسه اختراع شد و در اواسط قرن نوزدهم توسط دانشمند فرانسوی، هنری دارسی، به شکل امروزی خود درآمد. این دستگاه به‌طور گسترده برای اندازه‌گیری سرعت هوای یک هواپیما، سرعت آب یک قایق و سرعت گاز، هوا و مایع در کاربردهای صنعتی مورد استفاده قرار می‌گیرد.

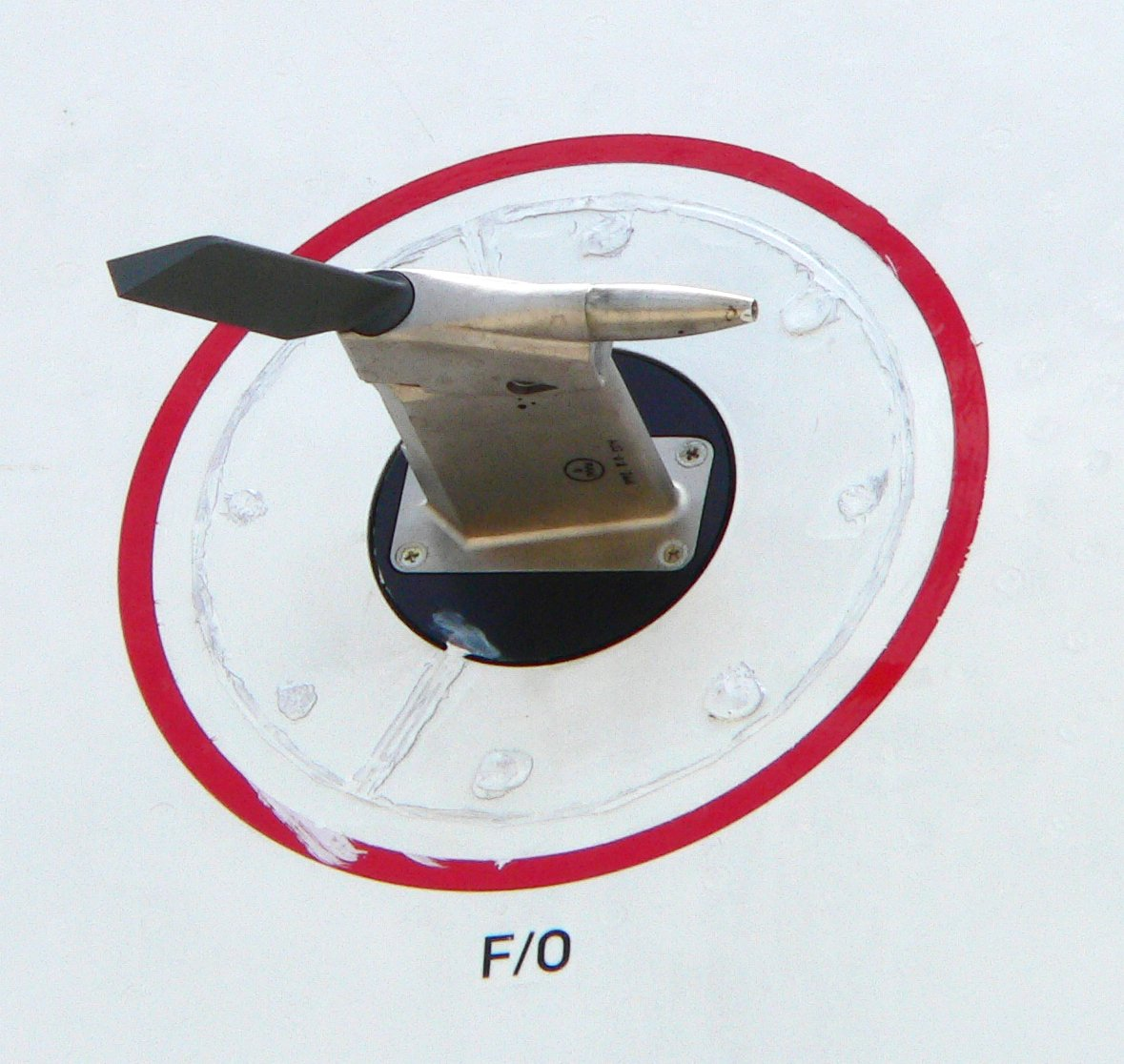
هواپیماها از لوله پیتو برای اندازه‌گیری سرعت هوا استفاده می‌کنند.

## تئوری عملکرد
یک لوله پیتو شامل یک لوله یا مجرای عبور مایعات است که درست در مسیر حرکت سیال قرار می‌گیرد. به محض اینکه این مجرا پر شود، می‌توان فشار را اندازه‌گیری کرد. از آنجایی که مسیر خروجی برای مایع وجود ندارد، سیال از حرکت بازمی‌ایستد. این فشار، فشار ایستایی یک سیال است که به آن فشار کل یا فشار پیتو هم می‌گویند.
اندازه‌گیری فشار ایستایی به تنهایی این امکان را ایجاد نمی‌کند که بتوان سرعت جریان سیال را اندازه‌گیری کرد، با این حال طبق معادله برنولی،
فشار ایستایی= فشار استاتیک+ فشار دینامیکی
همچنین می‌توان اینطور نوشت که،
{\displaystyle p_{t}=p_{s}+\left({\frac {\rho u^{2}}{2}}\right)\,}.
در این صورت سرعت جریان برابر است با:
{\displaystyle u={\sqrt {\frac {2(p_{t}-p_{s})}{\rho }}}\,,}
که در آن:
{\displaystyle u} سرعت جریان،
{\displaystyle p_{t}} فشار ایستایی یا فشار کل،
{\displaystyle p_{s}} فشار استاتیک و
{\displaystyle \rho } چگالی سیال است.
توجه کنید که این فرمول برای سیالاتی به کار می‌رود که به عنوان مایعات تراکم ناپذیر شناخته می‌شوند. معمولاً مایعات در بیشتر شرایط و گازها در بعضی شرایط به عنوان سیالات تراکم ناپذیر شناخته می‌شوند.
فشار دینامیکی، تفاوت بین فشار راکد و فشار استاتیک است. سپس فشار دینامیکی با استفاده از دیافراگم درون ظرف محصور تعیین می‌شود. اگر هوای یک طرف دیافراگم در فشار استاتیک باشد و دیگری در فشار رکود، پس انحراف دیافراگم متناسب با فشار دینامیک است.
در هواپیما، فشار استاتیک به‌طور کلی با استفاده از درگاه‌های ایستا در کنار بدنه اندازه‌گیری می‌شود. از فشار دینامیکی اندازه‌گیری شده می‌توان برای تعیین سرعت هوای مشخص شده هواپیما استفاده کرد. آرایش دیافراگمی که در بالا توضیح داده شد معمولاً در نشانگر سرعت هوا موجود است، که با استفاده از اهرمهای مکانیکی فشار دینامیکی را به قرائت سرعت هوا تبدیل می‌کند.
به جای پورت‌های جداگانه پیتو استاتیک، ممکن است از یک لوله پیتو اتیک (که لوله Prandtl نیز نامیده می‌شود) استفاده شود، که دارای یک لوله هم محور با لوله پیتو دارای سوراخ‌هایی در طرفین، خارج از جریان مستقیم هوا برای اندازه‌گیری فشار استاتیک است.
اگر برای اندازه‌گیری اختلاف فشار از مانومتر ستون مایع استفاده شود {\displaystyle \Delta p=p_{t}-p_{s}}
{\displaystyle \Delta h=\Delta p\div (p_{l}\times g)}
که در آن:
{\displaystyle \Delta h} اختلاف ارتفاع ستون‌ها است.
{\displaystyle p_{l}} چگالی مایع در فشارسنج است.
{\displaystyle g} شتاب استاندارد ناشی از گرانش است.
{\displaystyle u={\sqrt {\frac {2\Delta h\times p_{l}\times g}{\rho }}}}

## هواپیما و تصادفات
لوله پیتو سیستمی از ابزارهای حساس به فشار است که بیشتر اوقات در هواپیما برای تعیین سرعت هوای هواپیما، تعداد ماخ، ارتفاع مورد استفاده قرار می‌گیرد. یک سیستم لوله پیتو به طور کلی از یک لوله، یک درگاه ایستا، و ابزار pit-static تشکیل شده است. خطاها در قرائت سیستم استاتیک پیتو می‌تواند بسیار خطرناک باشد زیرا اطلاعات به دست آمده از سیستم استاتیک پیتو، مانند سرعت هوا، به‌طور بالقوه از نظر ایمنی حیاتی هستند.
تعدادی از تصادفات شرکت‌های هواپیمایی تجاری به دلیل خرابی سیستم لوله پیتو ردیابی شده‌اند. به عنوان مثال می‌توان به پرواز 2553 Austral Líneas Aéreas , پرواز ۶۲۳۱ هواپیمایی Northwest Airlines، پرواز شماره ۳۰۱ بریگنیر اشاره کرد. مرجع ایمنی هوایی فرانسه BEA گفت که مایع یخ زده لوله پیتو عامل مهمی در سقوط پرواز ۴۴۷ ایرفرانس به اقیانوس اطلس بوده است.
هواپیمای Birgenair در پرواز ۳۰۱ دارای یک شکست کشنده لوله بود که محققان گمان می‌کردند به دلیل ایجاد لانه حشرات در داخل لوله باشد. مظنون اصلی، زنبور گل سیاه و زرد است.

## کاربردها در صنعت
در صنعت، کاربرد این روش اغلب مربوط به جریان در کانالها و لوله‌هایی است که در آنها اندازه‌گیری توسط باد سنج دشوار است. در این نوع اندازه‌گیری‌ها، عملی‌ترین وسیله برای استفاده لوله پیتواست. لوله پیتو را می‌توان از طریق یک سوراخ کوچک در کانال وارد کرد، در حالی که پیتوبه یک سنج آب لوله U شکل یا برخی از فشارسنج دیفرانسیل دیگر برای تعیین سرعت جریان در داخل تونل باد مجاری وارد می‌شود. یکی از کاربردهای این تکنیک، تعیین میزان هوای تحویلی به یک فضای مطبوع است.
میزان جریان سیال در یک کانال را می‌توان از طریق زیر تخمین زد:
سرعت جریان حجم (فوت مکعب در دقیقه) = مساحت کانال (فوت مربع) × سرعت جریان (فوت در دقیقه)
سرعت جریان حجم (متر مکعب در ثانیه) = مساحت کانال (متر مربع) × سرعت جریان (متر بر ثانیه)
در هواپیما، سرعت هوا معمولاً با گره اندازه‌گیری می‌شود.
در ایستگاه‌های هواشناسی با سرعت باد زیاد، لوله پیتواصلاح می‌شود تا نوع خاصی از باد سنج به نام باد سنج ایستا لوله پیتو ایجاد شود.